# ТЕС Захрані
ТЕС Захрані – теплова електростанція в Лівані, розташована у приморському регіоні менш ніж за десяток кілометрів на південь від Сайди. Споруджена за технологією комбінованого парогазового циклу.
У 1998 році на майданчику станції запустили в роботу дві газові турбіни потужністю по 150 МВт. За три роки їх доповнили двома котлами-утилізаторами, котрі живлять парову турбіну потужністю 170 МВт. 
Як паливо станція може використовувати нафту або природний газ, проте станом на кінець 2010-х не має джерела постачання останнього.
Для охолодження використовують морську воду.